# 19e cérémonie des Saturn Awards
La 19e cérémonie des Saturn Awards, récompensant les films et séries télévisées américaines fantastiques sortis en 1992, s'est tenue le 8 juin 1993.

## Palmarès
Les lauréats sont indiqués en gras et en première position de chaque catégorie.

### Cinéma

#### Meilleur film de science-fiction
- Star Trek 6 : Terre inconnue
  - Alien 3
  - Freejack
  - Chérie, j'ai agrandi le bébé
  - Le Cobaye
  - Les Aventures d'un homme invisible

#### Meilleur film fantastique
- Aladdin
  - La Famille Addams
  - Batman : Le Défi
  - La Belle et la Bête
  - La mort vous va si bien
  - Hook ou la Revanche du capitaine Crochet
  - Toys

#### Meilleur film d'horreur
- Dracula
  - Basic Instinct
  - Candyman
  - Braindead
  - La Main sur le berceau (The Hand That Rocks the Cradle)
  - Hellraiser 3
  - Twin Peaks: Fire Walk with Me

#### Meilleure réalisation
- Francis Ford Coppola pour Dracula
  - Tim Burton pour Batman : Le Défi
  - David Fincher pour Alien 3
  - William Friedkin pour Le Sang du châtiment
  - Randal Kleiser pour Chérie, j'ai agrandi le bébé
  - Paul Verhoeven pour Basic Instinct
  - Robert Zemeckis pour La mort vous va si bien

#### Meilleur acteur
- Gary Oldman dans Dracula
  - Chevy Chase dans Les Aventures d'un homme invisible
  - Michael Gambon dans Toys
  - Raúl Juliá dans La Famille Addams
  - John Lithgow dans L'Esprit de Caïn
  - Robin Williams dans Toys
  - Bruce Willis dans La mort vous va si bien

#### Meilleure actrice
- Virginia Madsen dans Candyman
  - Rebecca De Mornay pour le rôle de Mme Mott dans La Main sur le berceau (The Hand That Rocks the Cradle)
  - Sheryl Lee dans Twin Peaks: Fire Walk with Me
  - Winona Ryder dans Dracula
  - Sharon Stone dans Basic Instinct
  - Meryl Streep dans La mort vous va si bien
  - Sigourney Weaver pour le rôle du lieutenant Ellen Ripley dans Alien 3

#### Meilleur acteur dans un second rôle
- Robin Williams dans Aladdin
  - Danny DeVito dans Batman : Le Défi
  - Charles S. Dutton pour le rôle de Dillon dans Alien 3
  - Anthony Hopkins dans Dracula
  - Sam Neill dans Les Aventures d'un homme invisible
  - Kevin Spacey pour Jeux d'adultes
  - Ray Wise dans Twin Peaks: Fire Walk with Me

#### Meilleure actrice dans un second rôle
- Isabella Rossellini pour La mort vous va si bien
  - Kim Cattrall dans Star Trek 6 : Terre inconnue
  - Julianne Moore pour le rôle de Marlene Craven dans La Main sur le berceau (The Hand That Rocks the Cradle)
  - Rene Russo dans Freejack
  - Frances Sternhagen dans L'Esprit de Caïn
  - Marcia Strassman dans Chérie, j'ai agrandi le bébé
  - Robin Wright dans Toys

#### Meilleur jeune acteur / actrice
- Scott Weinger dans Aladdin
  - Brandon Adams dans Le Sous-sol de la peur
  - Edward Furlong dans Simetierre 2
  - Robert Oliveri dans Chérie, j'ai agrandi le bébé
  - Christina Ricci dans La Famille Addams
  - Daniel Shalikar dans Chérie, j'ai agrandi le bébé
  - Joshua Shalikar dans Chérie, j'ai agrandi le bébé

#### Meilleur scénario
- Dracula – James V. Hart
  - Alien 3 – Larry Ferguson, David Giler et Walter Hill
  - Basic Instinct – Joe Eszterhas
  - Candyman – Bernard Rose
  - La mort vous va si bien – Martin Donovan et David Koepp
  - Star Trek 6 : Terre inconnue – Nicholas Meyer et Denny Martin Flinn
  - Twin Peaks: Fire Walk with Me – David Lynch et Robert Engels

#### Meilleure musique
- Angelo Badalamenti pour Twin Peaks: Fire Walk with Me
  - Alan Menken pour Aladdin
  - Jerry Goldsmith pour Basic Instinct
  - Alan Menken pour La Belle et la Bête
  - Wojciech Kilar pour Dracula
  - Alan Silvestri pour La mort vous va si bien
  - Hans Zimmer et Trevor Horn pour Toys

#### Meilleurs costumes
- Dracula – Eiko Ishioka
  - Alien 3 – David Perry et Bob Ringwood
  - Batman : Le Défi – Bob Ringwood, Mary E. Vogt et Vin Burnham
  - Freejack – Lisa Jensen
  - Mom and Dad Save the World – Robyn Reichek
  - Star Trek 6 : Terre inconnue – Dodie Shepard
  - Toys – Albert Wolsky

#### Meilleurs maquillages
- Stan Winston et Ve Neill pour Batman : Le Défi
  - Greg Cannom, Matthew W. Mungle et Michèle Burke pour Dracula
  - Bob Keen pour Candyman
  - Dick Smith et Kevin Haney pour La mort vous va si bien
  - Bob Keen pour Hellraiser 3
  - Steve Johnson pour Bienvenue en enfer
  - Michael Mills et Edward French pour Star Trek 6 : Terre inconnue

#### Meilleurs effets spéciaux
- La mort vous va si bien – Ken Ralston, Tom Woodruff Jr. et Alec Gillis
  - Alien 3 – Richard Edlund, George Gibbs, Alec Gillis et Tom Woodruff Jr.
  - Les Aventures d'un homme invisible – Ned Gorman et Bruce Nicholson
  - Braindead – Bob McCarron et Richard Taylor
  - Le Cobaye – Frank Ceglia, Tom Ceglia et Paul Haines
  - Dracula – Roman Coppola
  - La Famille Addams – Alan Munro

### Télévision

#### Meilleure série
- The Simpsons
  - Batman
  - Les Visiteurs de l'au-delà
  - Code Quantum
  - Ren et Stimpy
  - Star Trek: The Next Generation
  - Les Contes de la crypte

#### Meilleur film en vidéo
- Killer!
  - Frankenweenie
  - Bienvenue en enfer
  - La Main des ténèbres
  - Tuez l'Androïde !
  - Drácula
  - Deux yeux maléfiques (Due occhi diabolici)

### Prix spéciaux

#### Prix George Pal
- Frank Marshall

#### Prix pour l'ensemble de son œuvre
- David Lynch

#### Prix du président
- Gale Anne Hurd

#### Prix Service
- Alice La Deane

## Statistiques

### Nominations multiples
- 10 nominations : Dracula
- 9 nominations : La mort vous va si bien
- 7 nominations : Alien 3
- 6 nominations : Chérie, j'ai agrandi le bébé, Toys
- 5 nominations : Star Trek 6 : Terre inconnue, Batman : Le Défi, Basic Instinct, Twin Peaks: Fire Walk with Me
- 4 nominations : Les Aventures d'un homme invisible, Aladdin, La Famille Addams, Candyman
- 3 nominations : Freejack, La Main sur le berceau
- 2 nominations : Le Cobaye, La Belle et la Bête, Braindead, Hellraiser 3, L'Esprit de Caïn

### Récompenses multiples
- 5 récompenses : Dracula

- 3 récompenses : Aladdin

- 2 récompenses : La mort vous va si bien

- 1 récompense :  Star Trek 6 : Terre inconnue, Batman : Le Défi, Twin Peaks: Fire Walk with Me, Candyman